# Carex filicina
Espèce
Synonymes
- Carex caricina (D.Don) Ghildyal & U.C.Bhattach.[1] [2]
- Carex filicina var. ciliata Kuntze[1]
- Carex glaucina Boeckeler[1]
- Carex leptocarpa C.B.Clarke[1]
- Carex meiogyna Nees[1]
- Carex nilagirica Hochst. ex Steud.[1]
- Carex pseudofilicina Hayata[1]
- Carex saturata C.B.Clarke[1]
- Cyperus caricinus D.Don[1]

Statut de conservation UICN

 LC  : Préoccupation mineure
Carex filicina est une espèce de plantes monocotylédones de la famille des Cypéracées. Originaire d'Asie, elle se retrouve notamment en haute altitude, dans les prairies et les forêts orientales.

## Aire de répartition et habitat
Son aire de répartition s'étend du Bhoutan jusqu'au Sri Lanka. Elle pousse souvent en haute altitude, principalement dans les marécages, dans les prairies et dans les forêts orientales.